# (2093) Guenitchesk
(2093) Genichesk est un astéroïde de la ceinture principale.

## Description
(2093) Genichesk est un astéroïde de la ceinture principale. Il fut découvert le 28 avril 1971 à Naoutchnyï par Tamara Smirnova. Il présente une orbite caractérisée par un demi-grand axe de 2,27 UA, une excentricité de 0,17 et une inclinaison de 6,1° par rapport à l'écliptique.

## Nom
Il a été nommé en l'honneur de la ville de Henitchesk (en ukrainien) ou Guenitchesk (en russe), lieu de naissance du découvreur Tamara Smirnova, et située en Ukraine.

## Compléments